# Comuna Bîrlivka, Drabiv
Bîrlivka (în ucraineană Бирлівка) este o comună în raionul Drabiv, regiunea Cerkasî, Ucraina, formată din satele Bîrlivka (reședința) și Perșe Travnea.

## Demografie
Componența lingvistică a comunei Bîrlivka
     Ucraineană (98,99%)
     Rusă (1,01%)
Conform recensământului din 2001, majoritatea populației comunei Bîrlivka era vorbitoare de ucraineană (98,99%), existând în minoritate și vorbitori de rusă (1,01%).